# Abengourou
Abengourou és un departament i ciutat de la regió de Moyen-Comoé a Costa d'Ivori, prop de la frontera de Ghana. La ciutat d'Abengourou està habitada principalment per grups ètnics agni, una branca del poble akan que van emigrar a la regió des de Ghana. La població estimada de la ciutat d'Abengourou és de 105.000 habitants en 2004 (el 1975 tenia 31.000 habitants).
El departament es va establir el 1969 com un dels 24 departaments creats com a subdivisió de primer nivell; el 1995 es va segregar una part per crear el departament d'Agnibilékrou; el 1997 es van crear les regions i els departaments van passar a ser subdivisions de segon nivell; el
2008 es va segregar una part per crear el departament de Bettié; el 2011 	es van crear els districtes i els departaments van passar a ser divisions de tercer nivell. La seva població el 2014 era de 336,148 habitants; abans de 1995 la població era de 216.058 habitants (1988) i la superfície de 5.200 km².
El nom "Abengourou" deriva de l'expressió Ashanti "n'pé kro", que significa "No m'agraden les llargues discussions".